# M1アストレイ
M1アストレイ（M1 ASTRAY、エムワン・アストレイ）は、ガンダムシリーズ」のうちのコズミック・イラ (C.E.) 年代を描いた「ガンダムSEEDシリーズ」に登場する架空の兵器。初出作品は、シリーズ第1作として2002年 - 2003年に放送されたテレビアニメ『機動戦士ガンダムSEED』。
「ガンダムシリーズ」の主要兵器である人型ロボット「モビルスーツ (MS) 」の1機種で、作中国家のひとつであるオーブ連合首長国が、地球連合軍のG兵器の技術を盗用して独自開発したガンダムアストレイの量産型。軽量化のためにあえて耐弾性の低い発泡金属装甲を採用しているのが特徴で、追加の推進器を一体化したフライトユニットを背中に装着することで、重力下での飛行能力を獲得している。当初は操縦用のOSが未完成の状態であったが、高度なプログラミング技術をもつキラ・ヤマトの協力によって完成に漕ぎ着ける。劇中ではおもに、アサギ・コードウェル、マユラ・ラバッツ、ジュリ・ウー・ニェンのアストレイ三人娘がテストパイロットを務め、のちに3人とも実戦に参加する。
メカニックデザインは大河原邦男。
本記事では、関連作品に登場する派生機についても解説する。

## 設定解説
オーブ軍の量産型MSで、「アストレイ（プロトアストレイ、P0シリーズ）」や地球連合軍のG兵器（初期GAT-Xシリーズ）の開発データを翻案し、地球上にて開発された。
開発の折にはザフトから流入した技術者も協力しており、ジンを引き継ぐ汎用性を持つ。再設計において、生産性の妨げとなる要素はオミットされた。P0シリーズが有していたオプション交換機能の省略、装甲箇所や可動域の縮小、センサー機能のダウングレードなどである。また、携帯火器も基本的な銃撃・斬撃兵装に限られた。P0シリーズよりも機体構造が簡略化された分、信頼性や整備性に優れる。フレーム色はオーブ軍のナチュラル用の機体として赤を制定している。
本体はC.E.71年1月末のオーブの宇宙資源衛星ヘリオポリス崩壊以後の時期に既に完成し量産が開始されていたが、操縦に必要なナチュラル用OSの完成は同年3月25日、オーブ本国に立ち寄ったキラ・ヤマトの協力を待たねばならなかった。
一方、“高い機動性により敵の攻撃を回避する”というコンセプトは踏襲。構造材および装甲材にはP0シリーズと同様に無重力空間で冶金精錬され、高い強度と軽量性を備える発泡金属を採用している
本機はストライクダガーやジンと同等の戦闘力を持ち、あらゆる戦域に対応する。また、拳法家の動作データを取り入れた高い接近戦能力や優れた機動性により、同数ならば他国のMS部隊を圧倒できる性能を誇る。
呼称については他国の軍人などからは「アストレイ」と呼ばれるが、オーブの技術者やパイロットはP0シリーズとの混同を避けるため、「M1（エムワン）」と呼ぶことの方が多い。由来は量産型1号機であることを意味する「Model 1（モデルワン）」の略称。

### 機体構造
頭部
量産機としては他の勢力の物と異なり「ガンダムフェイス」を標準採用。2つの眼（カメラアイ）によって索敵・視認能力に優れる。
OS
キラ・ヤマトの手により実用化されたOSを採用。媒体によってM1アストレイにはストライクダガー同様、機体の動作をコンピュータとOSが補助することによってナチュラルの操縦に対応しているという旨の記述もみられる。一方、OSを書き換えたことによって「一般的なナチュラルの神経接合に適合するよう」にしているとする説明も存在している。また「ASTRAY B」によると、このOS改良後も動作テスト時に不具合が発生し（射撃戦闘中に格闘技の型をとるなど）、同業務に参加したサーペントテールのイライジャ・キールはジャンク屋ロウ・ギュールの関与を指摘している。その後、同じく参加していた叢雲劾の手により、OSは手直しされている。
フライトユニット
背部にはGAT-X105 ストライクの「エールストライカー」を参考に設計・開発されたスタビライザー状のスラスターを固定装備している。このスラスターは推力・敏捷性の両面に優れ、有重力下においても短時間の飛行が可能。また、その飛行能力によって輸送機を用いずに自国領土内を移動できる機動力を獲得している。

### 武装
75mm対空自動バルカン砲塔システム イーゲルシュテルン
頭部に2門装備されたCIWS。対ミサイル防御等にも用いられる。
71式ビームライフル
M1アストレイ用のビームライフル。機体同様に軽量に製作されており、取り回しに優れている。威力や連射性能などはストライク用のビームライフルと同等。
なお、両側面の中央にはシールド裏とバックパックの左テールスラスターにある穴状のラッチと接続できる収納式固定バーがあり、2つを挟んでマウントすることにより、両手をフリーにして行動することも可能。
70式ビームサーベル
バックパックに予備と合わせて2本装備されているビームサーベル。ライフルよりも早く、前年度に制式化されている。ライフルと同じく攻撃力はストライクのものとほとんど変わらないが、出力調整によって変えられる刀身の長さの自由度が他国製のものより高く運用の幅が広い。柄のデザインはアストレイよりもG兵器のものに近い。
対ビームシールド
対ビームコーティングを施した盾。プロトタイプに位置付けられる機体（P0シリーズやデュエル、ストライクなどのG兵器）のものと同形状・同規格である。
EF-24Rフライトローター シュライク
『SEED DESTINY』の時代になってから登場した大気圏内飛行用のオプションで、Shrike とは英語で「モズ」の意。
1基の追加スラスターとローター付きの翼を備えており、背部スラスターの基部に装着する。M1アストレイ本来の推力に回転翼機の空中機動能力を加えることにより、ムラサメにはおよばないものの高い飛行能力を獲得したが、速度と航続距離は不足しており、ムラサメが主力となったC.E.73年代の戦場では主に支援機として運用された。
9.1メートル対艦刀
I.W.S.P.に搭載されていた装備と同一のもの。試験運用を重ねる中で実体剣を持たないことを考慮して採用され、使用する際の格闘戦術はバリー・ホーによってプログラムされた。非使用時には増設された新規ジョイントを介して両腰に一振りずつマウントされる。
その他
後述のブルーフレームとの模擬戦で使用したザフトの重突撃機銃、高山瑞穂による漫画版で見られたストライク用バズーカなどが存在する。

## 劇中での活躍
ヘリオポリスでの大西洋連邦のG兵器極秘開発の過程で技術を盗用したことにより（詳細はガンダムアストレイ#設定解説を参照）、M1アストレイの機体本体の開発は順調に進んだが、それを満足に動作させるにはナチュラル用に最適化されたOSが必要であり、その開発は本体の開発に比べて大幅に遅れていた。
機体の完成後も、テストパイロットのジュリをアストレイ・レッドフレームのパイロットであるロウ・ギュールのもとに送り込み、データを取るなどの策を取っていたが、OSの開発は遅々として進まずまだまだ実戦に耐えうるものではなかった。
アークエンジェルのオーブ本国寄港当時、ナチュラルでは機体にスローモーションのような鈍重な動作しか発揮させられないM1のOSは到底実用に堪えず、大きな改良が必要であった。そして、この開発停滞を打開することはオーブの力だけでは困難であり、開発責任者のエリカ・シモンズは一計を案ずる。すなわち、学術レポートに記載されている潜在コーディネイターのオーブ産業への貢献、およびストライクで高い戦果を挙げているコーディネイター=キラ・ヤマトの記録を読み合わせ、タイミング良く来訪した彼の力を借りることを思いついたのである。なお、『機動戦士ガンダムSEED ASTRAY』では、運動性能のテストのためにアストレイの開発を主導したサハク家当主にしてコーディネイターのロンド・ギナ・サハクが搭乗し、格闘戦においてレッドフレームを上回る強さを見せたこともあったが、これはコーディネイターによる機体負荷を省みない操縦の結果であり、許容範囲を超える高負荷をかけられた機体は関節部から故障する結果となった。
そんな折のC.E.71年3月23日、ザフトの追撃を逃れるためにアークエンジェルと共にオーブを訪れたキラの協力によってOSの開発は一気に進行し、完成に至った。このOSを搭載したことにより、M1アストレイは他国のMSを上回る機動力をナチュラルでも充分に引き出せる機体として完成した。
なお、『SEED ASTRAY』のストーリー中では、キラが組み上げたOSはまだ若干の問題点を残しており、後にアストレイ・ブルーフレームのパイロットである傭兵・叢雲劾によってさらなる最適化が行われた、ということになっている。一方、プラモデル『1/144HG M1アストレイ』付属解説書では、「ロウへの接触で得た技術協力を経て最終的にキラがナチュラル用OSを完成させる」という説明になっているが、これは劾は残っていたOSの不具合を手直ししただけということであり、最終的にM1のナチュラル用OS本体を完成させたのはキラということである。
ハードウェア・ソフトウェア共に完成を見たM1アストレイは急ピッチでオーブ軍に配備され、C.E.71年6月15日の地球連合軍によるオーブ解放作戦においてストライクダガー部隊を迎え撃った。オーブ攻防戦における地球軍側の第2次攻撃に際し、ウズミ・ナラ・アスハの指示によってアークエンジェルとその艦載MS、そして一部のM1アストレイは戦線を放棄してマスドライバーで宇宙へ脱出した。その後、国政機能を暫定政府に移行した混乱の中で残されたM1アストレイやその残骸から多くのデータが流出してしまい、後のジャンク屋産MS・レイスタなどの誕生の要因となった。一方、クサナギに艦載されて宇宙に脱出したM1アストレイは三隻同盟の戦力として活躍し、第二次ヤキン・ドゥーエ攻防戦までを戦い抜いた。
開発から2年が経過した『DESTINY』では追加開発されたフライトローター「シュライク」を増設した状態で配備されており、新型量産機ムラサメと共にオーブ軍の主力として運用され、世界安全保障条約に基づく海外派兵にも空母タケミカズチの艦載機として参加した。しかし、すでに旧式化した機体では戦力不足は否めず、クレタ島沖ではザフトの新鋭MSを相手に苦戦を強いられた。敗北を悟ったトダカ司令は、残存するタケミカヅチ艦載MSに対してアークエンジェルに向かうよう指示し、これに従った機体が同艦に収容されたが、その中にM1アストレイは1機も混じっていなかった。なお、小説版ではアークエンジェルに合流しなかった残存機体はオーブ・連合の他艦艇が収容したとされている。
その後はオーブ本国においてオペレーション・フューリーの防衛にあたったほか、倒壊した建築物を除去する作業機械的な役割も担った。終盤のレクイエム排除とデスティニープラン阻止に向かったアークエンジェル率いる第2宇宙艦隊にもムラサメとともに配備され、戦闘に参加している。
『DESTINY ASTRAY』においてはブレイク・ザ・ワールド事件後の地球上にてテロリストが搭乗（所持）した機体も見られたが、ザフトのミハイル・コースト駆るホスピタルザクウォーリアによって破壊されている。

### 備考
本機がアニメ本篇に登場した経緯については、第1クールOPにレッドフレームが登場したのがきっかけだと、千葉智宏による『SEED ASTRAY』の小説第2巻あとがきで語られている。
『ガンダムビルドファイターズ』第11話では、青いカラーのM1アストレイがM1Aアストレイ専用の71-44式改狙撃型ビームライフルを装備して登場している。

### ジャン・キャリー専用M1アストレイ
ジャン・キャリーが地球連合軍除隊後、三隻同盟に籍を移したときの愛機。
左肩部装甲にパーソナルマークが描かれ、機体全体が白系統に塗装されている。この白い塗装は元々ジャンが地球連合軍に所属していた頃、軍上層部が彼を監視するために「戦場で目立つ色」として搭乗機体（ジンやロングダガーなど）に施したものだが、この頃には「煌く凶星『J』」の威名は広く知れ渡っており、示威効果を期待したジャン自らの希望によって施されたものである。なお、マーキングやカラーリング以外に特別な改造などは一切施されておらず、機体構造やスペックなどは通常のM1アストレイとまったく変わらないとされる。
ジャンはこの機体でロウ・ギュールに完成したパワーシリンダーを届けに行った際に遭遇したアッシュ・グレイの駆るリジェネレイトとも渡り合っており、ジェネシスα戦にも参加している。また、第二次ヤキン・ドゥーエ攻防戦ではバリー・ホーの駆るM1Aアストレイと共に、連合軍の核ミサイルに向かう本隊とは別行動で偵察のためにヤキン・ドゥーエに潜入し、ジェネシスの発射を目撃している。
戦後もジャンはこの機体を愛機とし、ユニウス条約調印式時にはヴェルヌ35Aを用いて停戦を妨げようとするザフトの強硬派たちを掃討した。また、『DESTINY ASTRAY』のフォトストーリー下巻の漫画ではシュライクを装備した状態で戦場カメラマンジェス・リブルの救援に現れた。

## M1Aアストレイ
『SEED MSV』『SEED MSV戦記』『SEED ASTRAY』『X ASTRAY』などに登場。画稿の初出は『SEED MSV』だが、スニーカー版『SEED ASTRAY』で先に登場している。オーブの宇宙ステーション「アメノミハシラ」防衛用に開発され、M1アストレイを宇宙戦向けに特化させたバリエーション機。
運用環境を極低重力の宇宙空間に限定しているため、脚部はAMBAC肢として機能する改良が加えられ、機体を支える「脚」としての構造は大幅に簡略されている。そのため、地球と同じ重力下では自重を支えて歩行する程度の耐久力しか持っていないが、AMBAC機動時の応答性はM1アストレイに比べて約30パーセント向上している。
また、スラスターの増設・強化によって宇宙空間での機動性をさらに向上させ、背部に追加した推進剤と冷却材の貯蔵タンクによって増加した推進剤の消費量を補っている。機動力以外には、頭部の統合情報インターフェイス複合体（いわゆるV字型アンテナ）の大型化によって通信能力が強化されている。オーブにおける局地用制定カラーリングとなっている青色で塗装されたフレーム部分をもつことから、MBF-P03 アストレイ ブルーフレームと誤認されることも多かった。
本機はアメノミハシラと並行して地上でも量産され、少数はオーブ脱出の際に戦艦クサナギに積み込まれ、宇宙で組み立てられた。クサナギ所属のパイロットの中でもバリー・ホーをはじめとしたエース級パイロットに優先して配備され、第二次ヤキン・ドゥーエ攻防戦にも参加している。
特殊機であることから市場に出回る数も少なく、もし手に入ってもシビリアンアストレイよりも遥かに高額の値段となる。

### 武装 (M1A)
71-44式改狙撃型ビームライフル
71式ビームライフルをベースに、宇宙空間での超長距離射撃用に改造したビームライフル。
通常の71式に比べて連射性能は低いが、内蔵された高精度センサーと照準補正システムにより命中精度は格段に向上し、遠距離の目標も正確に捉えることが可能。また、銃身が延長されたことでビーム自体の飛距離も伸びており、有効射程は最大で400kmにも達する。
70式ビームサーベル
M1アストレイから引き続き装備する。
資料によっては強化されたものとしている。

## レイスタ
『機動戦士ガンダムSEED DESTINY ASTRAY』に登場。ジャンク屋組合が独自に設計・生産している作業用MS。
C.E.71年6月15日 - 16日の地球連合軍とのオーブ解放作戦にオーブは敗れ、その戦後復興にジャンク屋組合が参加していた。ジャンク屋組合は謝礼としてM1アストレイのパーツを大量に入手し、それを流用して本機が制作された。約4割のパーツがM1アストレイからの流用品で、パーツの交換が容易な設計となっている。
機体設計は元モルゲンレーテ社の技術者ユン・セファンが、オーブ脱出時に同社からの持ち出しに失敗してユンと共にジャンク屋組合の所属になった5基の量子コンピュータのアイデアを参考に行っており、後にこの機体のデータを元に、後継機としてシビリアンアストレイシリーズが開発されている。
頭部ユニットは連合のダガー系に似たゴーグルタイプがデフォルト仕様だが、用途やパイロットの好みに合わせカスタマイズされた機体も多い。中でも2つ目に角型アンテナのガンダムタイプヘッドは人気が高く、それを専門に改造を請け負う業者も存在するほどであった。
脚部は大型クレーンに変形し、大型重機として使用可能。設置位置の関係上基本的に宇宙用の装備であり、その大きさゆえに決して精密作業向きではないが、その分高いパワーを発揮する。また、コクピットハッチは前面・上面の2か所に存在し、前面を展開した状態での目視作業も可能。背部には規格化された多目的プラグが内蔵され、用途に応じて様々なオプションを装着することも可能となっている。
主にジャンク屋組合で運用されるほか、他企業へのレンタルも行われているが、戦闘目的での使用は禁止されており、固定武装も基本的には持たない。だが、パーツの半数近くがM1アストレイと共通であるために武器の運用自体は可能であり、ジェネシスαが自衛目的で戦闘を決断した際は、M1アストレイのものと同一と思われる71式ビームライフルと対ビームシールド（ジャンク組合のロゴ入り）で武装して出撃した。
『機動戦士ガンダムSEED FRAME ASTRAYS』では、シビリアンアストレイの登場によって型落ち機として払い下げられ、ゲリラなどの武装勢力に利用されることも多い。『機動戦士ガンダムSEED VS ASTRAY』では、リリー・ザヴァリーの一人が率いる「閃光の旅団」が数機保有している。
なお、機体名の「RAYSTA」（レイスタ）は、「ASTRAY」（アストレイ）をアナグラム化したものである。

### ユン専用レイスタ
レイスタの設計者ユン・セファンが所有する専用機。個人のカスタム機の為、固有の型式番号は持たない。
一般機との相違点は、各種工具やパーツを輸送するために背部や脚部などに収納用のコンテナが設置されている（コンテナを装備した場合は機動性がかなり下がる）ほか、頭部に2本のアンテナが追加されており、ジャンク屋の人工衛星とリンクされている。
また、ソーラー発電機も装備されており、長距離の移動にも適している。機体色もオレンジ色の専用カラーに再塗装されているが、追加装備を排除した外形はほとんどゴーグルヘッドの一般機そのものである。しかし、機体を構成するM1アストレイのパーツの割合が6割を超えており、より基本性能に優れた機体となっている。
南米の山中にてザク量産試作型に遭遇した際、「拳神」バリー・ホーが本機を操縦し、戦闘を回避している。

### ジェス専用レイスタ
ジェス・リブルがクライアントであるサー・マティアスより貸し与えられた機体。
2つ目に角型アンテナのガンダムタイプヘッドで、MS用ガンカメラの使用に当たりセンサー系統が強化されている。
マティアスの依頼でジェネシスαの取材に赴いた際、叢雲劾の駆るブルーフレームセカンドによって破壊されてしまった。